# Traité de San Ildefonso (1800)
Pour les articles homonymes, voir Traité de San Ildefonso.

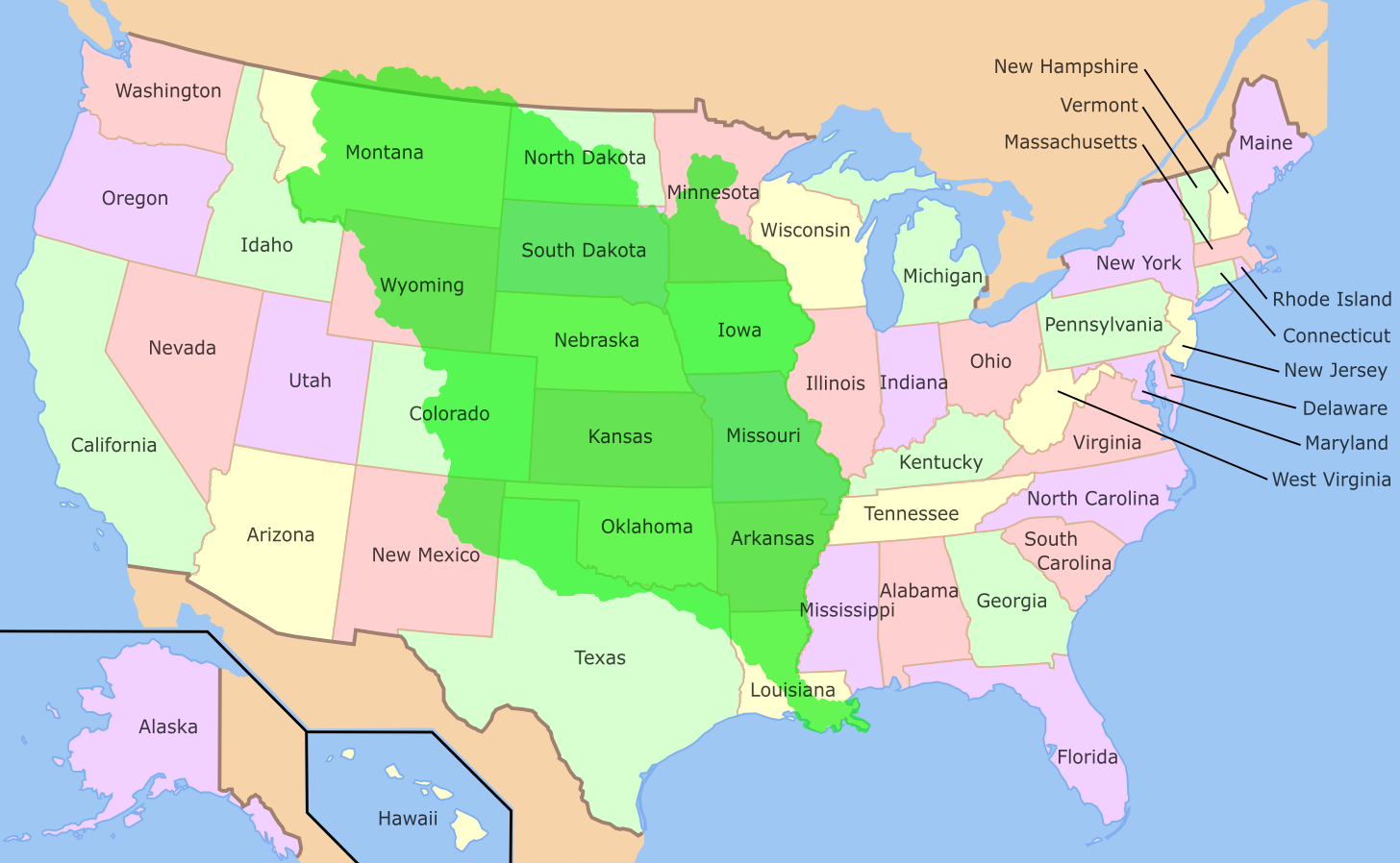
Étendue de la Louisiane lors de son rachat par les États-Unis en 1803.

Le traité de San Ildefonso de 1800 est un traité d'alliance (secret) signé le 1er octobre 1800 par la France et l'Espagne, dont les principales clauses sont la rétrocession de la Louisiane à la France et la création en Italie d'un royaume d'Étrurie dépendant de l'Espagne.

## Contexte historique
L'Espagne subit alors la pression de Napoléon Bonaparte, qui vient de prendre le pouvoir par le coup d'État du 18 brumaire an VIII (9 novembre 1799) et de lancer une nouvelle campagne d'Italie (1799-1800). L'Espagne est mise en difficulté dans ses colonies sud-américaines et souhaite se recentrer sur l'Europe. 

## Contenu du traité
Les signataires sont Don Mariano Luis de Urquijo pour l'Espagne et Louis Alexandre Berthier pour la France.
Celle-ci s'engage à créer en Italie un royaume d'Étrurie (sur le territoire du grand-duché de Toscane), qui dépendrait directement de Madrid.
L'Espagne s'engage à mettre à la disposition de Napoléon la Flotte royale espagnole (Armada Real Española) pour la guerre contre la Grande-Bretagne et à déclarer la guerre au royaume du Portugal (Guerra de las Naranjas ou guerre des Oranges).
Elle rétrocède en outre le territoire de la Louisiane, cédé par la France en 1762 dans le cadre de la guerre de Sept Ans.

## Les intentions cachées de Bonaparte
En reprenant secrètement le Mississippi, Bonaparte s'offrait la possibilité d'un empire américain au cas où l'expédition de Saint-Domingue réussirait et une base de repli pour les planteurs de Saint-Domingue en cas d'échec. 
Dans un cas comme dans l'autre, le traité secret facilitait l'élection à la présidence américaine de son allié Thomas Jefferson[réf. nécessaire], favorable à la conquête de l'Ouest, alors que le parti fédéraliste, au pouvoir jusque-là, ne la souhaitait pas. 
De plus, les fédéralistes avaient fait alliance avec le révolutionnaire haïtien Toussaint Louverture via la convention commerciale tripartite de 1799, combattue par la piraterie des années 1800 dans la Caraïbe. 
En rachetant le Mississippi, Bonaparte offre une base de repli à ces pirates français, qui en disposent cependant déjà d’une plus proche dans la partie orientale de Cuba.

## Les suites du traité
Dès 1803, Napoléon décide de vendre la Louisiane aux États-Unis. Or, le traité ne précisait pas les frontières exactes du territoire rétrocédé, ce qui causa un contentieux entre les États-Unis et l'Espagne. 
Ce contentieux a été utilisé par les planteurs esclavagistes du sud des États-Unis, pour alimenter un élan de patriotisme réclamant l'extension de leurs territoires vers l'ouest du continent.
D'une façon générale, l'Espagne cédait pour la première fois des terres dans son empire américain, dans la partie la plus touchée par la spéculation foncière. 
Ce traité a affaibli les administrations espagnoles un peu partout dans l'empire, à commencer par la Louisiane. Dans un souci d'ordre, le gouverneur espagnol Francisco Luis Hector de Carondelet venait d'y interdire toute importation d'esclaves, ce qui lui avait valu l'inimitié d'autres bureaucrates espagnols, tels que Juan Ventura Morales, ami et associé de l'affairiste américain Daniel Clark. 
Par le traité de Madrid (1795), créant la zone franche de la Nouvelle-Orléans, l'Espagne avait dans un premier temps voulu tirer profit du virage dans l'histoire de la culture du coton suscité par l'invention du cotton gin d'Eli Whitney.

### Autres traités de San Ildefonso
- Traité de San Ildefonso (1777)
- Traité de San Ildefonso (1796)